# Bernstein-Hypothese
Die Bernstein-Hypothese, auch Defizithypothese, ist eine 1958 von Basil Bernstein entwickelte linguistische Annahme. Bernstein baut dabei auf der Sapir-Whorf-Hypothese auf, verschiebt deren Fokus aber auf innersprachliche Betrachtungen, also auf Unterschiede zwischen Angehörigen ein und derselben Sprachgemeinschaft.

## Einordnung
Wichtige Untersuchungsgebiete der Soziolinguistik sind der spezifische Sprachgebrauch sozialer Schichten und das Auftreten von Sprachbarrieren. In seiner Defizithypothese unterscheidet Basil Bernstein zwischen restringiertem und elaboriertem Sprachcode.
Bernsteins grundlegende Aussage: Die Angehörigen der sozialen Mittel- und Oberschicht einer Gesellschaft oder Sprachgemeinschaft verwenden eine Variante der gemeinsamen Einheitssprache, die sich sehr von der Variante der sozialen Unterschicht (Arbeiterklasse) unterscheidet. Die Mittel- und Oberschicht bedienen sich eines elaborierten (formal language), die Unterschicht eines restringierten Codes (public language). Da beide Codes als unterschiedlich leistungsfähig angesehen werden, wird auch ein Unterschied beider Gesellschaftsschichten hinsichtlich ihrer Wahrnehmung und ihres Denkens unterstellt.
Bernstein übernimmt für seine These ausdrücklich nicht nur Edward Sapirs und Benjamin Whorfs These von der sprachlichen Relativität, sondern auch den problematischeren zweiten Teil, den sprachlichen oder linguistischen Determinismus: Der elaborierte Code der Mittel- und Oberschicht bewirke besser ausgebildete kognitive Fähigkeiten als die in der Unterschicht. Das führe zu besseren Schulerfolgen der Kinder gehobener Schichten und damit zu besseren beruflichen, sozialen und wirtschaftlichen Chancen.
Abseits vom Strukturalismus geht es Bernstein nicht um die Beschreibung der Struktur eines Sprachsystems, sondern um die Erforschung der Rolle von Sprache in Sozialisationsprozessen von Kindern verschiedener sozialer Schichten.
Die neuere Soziolinguistik basiert auf der Bernstein-Hypothese – entweder auf ihrem Ansatz aufbauend oder als Form der vielfältigen Kritik daran, die seit ihrem Aufkommen vor allem in Deutschland und den USA nie ganz verstummt ist. So könnte – so lautet ein Vorwurf – die Bernstein-Hypothese unreflektiert für sozialdarwinistische Argumentationen verwendet werden.
Kritik erfuhr Bernsteins Hypothese von Seiten der US-amerikanischen Soziolinguistik der 1970er Jahre, allen voran von William Labov. In Deutschland werden Bernsteins Ansichten eher von der traditionellen Linken akzeptiert, die den Unterschichten durch Bildung sozialen Aufstieg ermöglichen will. Die Neue Linke hingegen lehnt Bernstein als zu normorientiert ab: Die Sprache der Unterschichten (der restringierte Code) sei in Wirklichkeit nicht defizitär, sondern sehr ausdrucksreich – nur eben nicht in der Weise, wie es der elaborierte Code ist. Diese Kritik ist insofern berechtigt, als allein der Terminus „Defizithypothese“ auf eine defizitäre Sprache in Relation zu der Standardsprache schließen lässt. Ferner bedeutet „restringiert“ „eingeschränkt“ oder „begrenzt“.
Bernstein korrigiert seine Beobachtungen, die sich terminologisch somit widersprechen: „Ein restringierter Code enthält ein riesiges Potential von Bedeutungen. Er stellt eine Form von Sprache (form of speech) dar, die eine auf Gemeinschaft gegründete Kultur symbolisiert. Er hat seine eigene Ästhetik. Er sollte nicht abgewertet werden.“
Diese neue Definition entstand aufgrund der Kritik durch William Labov und seine Differenzhypothese, die davon ausgeht, dass die Sprache der bildungsferneren Schicht nicht rückständig (defizitär) ist, sondern vor allem anders und genauso reich an Lexemen. Dies sei zum Beispiel am Wortschatz des Themengebietes der „Straße“ (Eigentumsdelikte, Drogen etc.) zu beobachten. Damit ebnet Labov der modernen Soziolinguistik den Weg, die deskriptiv Soziolekte untersucht, ohne zentristisch vorzugehen.

## Restringierter Code

### Charakterisierung
Der restringierte Code wird dem Sprachgebrauch bildungsferner Schichten zugeordnet. Basil Bernstein argumentiert mit dieser Kategorisierung, dass der Gebrauch eines Codes eng mit der sozialen Struktur einer bestimmten Kultur verbunden ist.
Der restringierte Code ist dort nützlich, wo es eine große Menge geteiltes Wissen unter den Sprechern gibt, da er es diesen ermöglicht, mit wenigen Worten viel auszudrücken. Er findet sich häufig in Boulevardzeitungen wie z. B. Bild.

### Merkmale
- kurze, grammatikalisch einfache, häufig unvollständige Sätze
- begrenzte Anzahl von Adjektiven und Adverbien
- des Öfteren Verwendung von Sprichwörtern und Stereotypen
- selten unpersönliche Sprechweise
- Verstärkungen am Ende des Satzes (z. B. „Weißt eh!“, „Kannst dir eh vorstellen, oder?“, „Weißt du so?“)
- im Vergleich zum elaborierten Code geringerer Wortschatz
- man nimmt an, dass der Zuhörer das weiß, was man selbst auch weiß.

Beispiel für eine Erzählung zu einer Bildergeschichte im restringierten Code:

„Also der da geht da rein und die spielen da mit sonem Ball. Und dann kickt der da den Ball da rein. Und hier hauen sie ab, und der da kommt und der kommt jetzt hier wieder raus. Und da sieht der den und denkt ‚der war’s‘ und klebt dem eine. Dabei war der’s gar nicht, aber das weiß der ja nicht, aber der Ball muss ja noch da drin liegen, aber der hätt sich ja auch wehren können. Ganz schön gemein das alles.“

## Elaborierter Code

### Charakterisierung
Den elaborierten Code ordnet man dem Sprachgebrauch gebildeter Schichten zu. Basil Bernstein argumentiert mit dieser Kategorisierung, dass der Gebrauch eines Codes eng mit der sozialen Struktur einer bestimmten Gesellschaft verbunden ist. Der elaborierte Code ist dort wichtig, wo es kein geteiltes Wissen gibt.

### Merkmale
- häufiger Gebrauch von Fachwörtern
- häufiger Gebrauch des Passivs
- Explizitheit
- grammatikalische Korrektheit
- logische bzw. argumentative Strukturierung
- im Vergleich zum restringierten Code umfangreicherer Wortschatz
- häufige Verwendung der unpersönlichen Pronomen „es“ und „man“

## Restringierter und elaborierter Code in der Gegenüberstellung
- Mutter zum Kind: „Würdest du mir bitte den Gefallen erweisen und etwas leiser sein?“ (elaboriert); „Sei leise!“ (restringiert)
- Auf der Straße: „Warum sehen Sie mich so sonderbar an?“ (elaboriert), „Is was?“ oder „Was guckst du?“ (restringiert)

Situationsbedingt können auch höher gebildete Menschen den restringierten Code benutzen (und tun es auch häufig, z. B. im Freundeskreis oder der Familie – es wäre eine sehr seltsame Familie, die sich nur des elaborierten Codes bedienen würde), während umgekehrt Angehörige unterer Schichten in der Regel den elaborierten Code nicht selbst aktiv benutzen können. Auch das passive Verständnis desselben ist bei niedrigem Bildungsniveau erschwert oder gar unmöglich. In diesem Zusammenhang spricht man deswegen von einer Sprachbarriere in der Gesellschaft.

## Schichtunterschiede in der Bedeutung von Wörtern
Auch konnte gezeigt werden, dass ein Wort für Personen aus verschiedenen Schichten verschiedene Bedeutungen haben kann.
Rolf Oerter untersuchte PH-Studenten und stellte fest, dass sie – je nachdem, welcher Schicht ihre Eltern angehörten – unter einem Wort ganz Verschiedenes verstanden. Ein großer Unterschied bestand hier zwischen zwei Gruppen:
- 1. Gruppe: Kinder von Handwerkern und Selbständigen ohne Abitur
- 2. Gruppe: Kinder von Beamten und Angestellten.

Studenten aus diesen zwei Herkunftsgruppen stellen sich ganz unterschiedliche Dinge unter einem Wort vor. Am größten waren die Unterschiede beim Wort „tüchtig“. Beim Wort tüchtig dachten Handwerkerkinder in der Regel an Eigenschaften, die mit Weltgewandtheit und Dominanz zu tun haben. Angestellten- und Beamtenkinder dagegen dachten an Eigenschaften, die mit körperlicher Leistungsfähigkeit und Charakterfestigkeit zu tun hatten. Folgende Antworten wurden am häufigsten auf die Frage, was tüchtig bedeutet, gegeben:
| Studenten wurden gefragt: „Was bedeutet ‚tüchtig‘?“                                                                            | Studenten wurden gefragt: „Was bedeutet ‚tüchtig‘?“                |
| Kinder von Handwerkern* sagten                                                                                                 | Kinder von Angestellten und Beamten sagten                         |
| --- | ------------------------------------------------------------------ |
| - freundlich - höflich - gesellig - geschickt im Umgang mit anderen Menschen - draufgängerisch - sich durchsetzend - ehrgeizig | - kräftig - robust - gesund - ehrlich - ordnungsliebend - aufrecht |
| * Handwerkerkinder = Kinder von Handwerkern und Selbständigen ohne Abitur                                                      |                                                                    |